# Neukirchen vorm Wald
Neukirchen vorm Wald là một đô thị ở huyện Passau bang Bayern thuộc nước Đức.